# Seehausen (Lipsia)
Seehausen è un quartiere della città tedesca di Lipsia.

## Storia
Il 1º aprile 1992 vennero aggregati al comune di Seehausen i comuni di Göbschelwitz e Hohenheida. Seehausen e le sue città incorporate divennero parte della città di Lipsia nel 1997.